# Juan Pablo Bonet

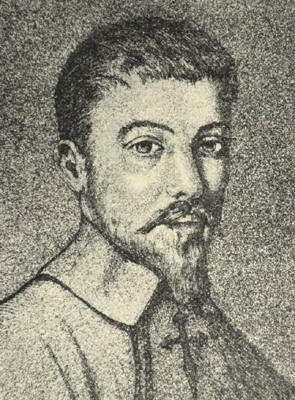
Juan Pablo Bonet

Juan Pablo Bonet (* 1579; † 1633 in Spanien) war Verwaltungsbeamter der spanischen Regierung und verfasste 1620 das erste bekannte Werk zur Taubstummen-Pädagogik.

## Leben
In Bonets Werk Reducción de las letras y arte para enseñar a ablar los mudos wird erstmals das sogenannte Fingeralphabet („Finger-ABC“) zur Kommunikation für Hörgeschädigte beschrieben. 
Bonet lebte als Sekretär im Haushalt des spanischen Adligen Juan Fernández de Velasco y Tovar, der drei gehörlose Söhne hatte.
Es gilt als belegt, dass Bonet selbst kaum direkte Erfahrungen mit Tauben hatte und in Wirklichkeit die Methoden des Manuel Ramírez de Carrión plagiierte, der den dritten Sohn der Familie, Luis, unterrichtete. Manuel Ramírez de Carrión seinerseits führte damit das Werk von Pedro Ponce de León fort, der die ersten beiden Söhne unterrichtet hatte.
Bonet zählte mit der Herausgabe seines Werkes offenbar mit der bloßen Veröffentlichung auf Anerkennung.